# Acacia nodosa
Acacia nodosa é uma espécie de leguminosa do gênero Acacia, pertencente à família Fabaceae.